# Laghi di Wada

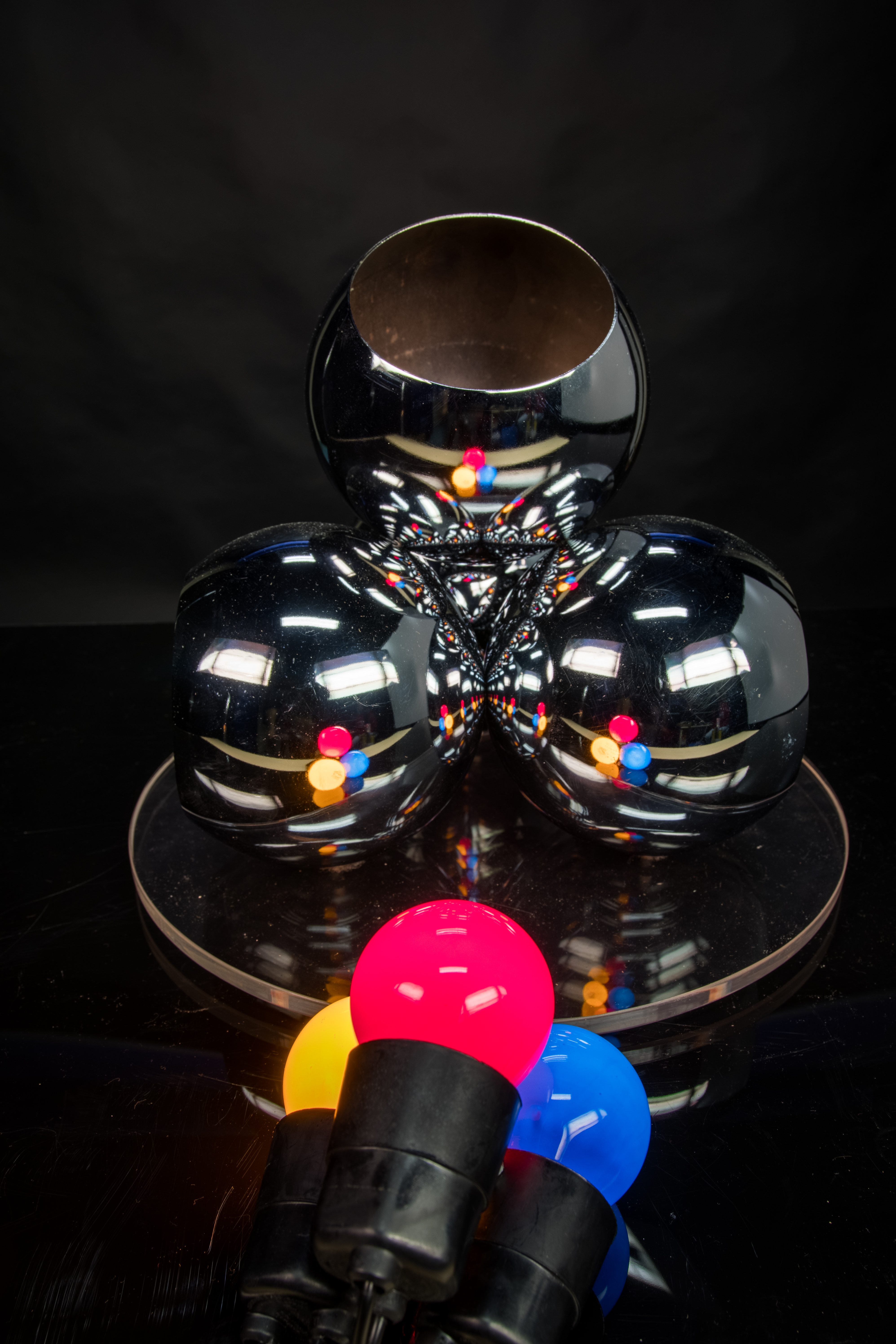
Oggetto che rappresenta il Laghi di Wada

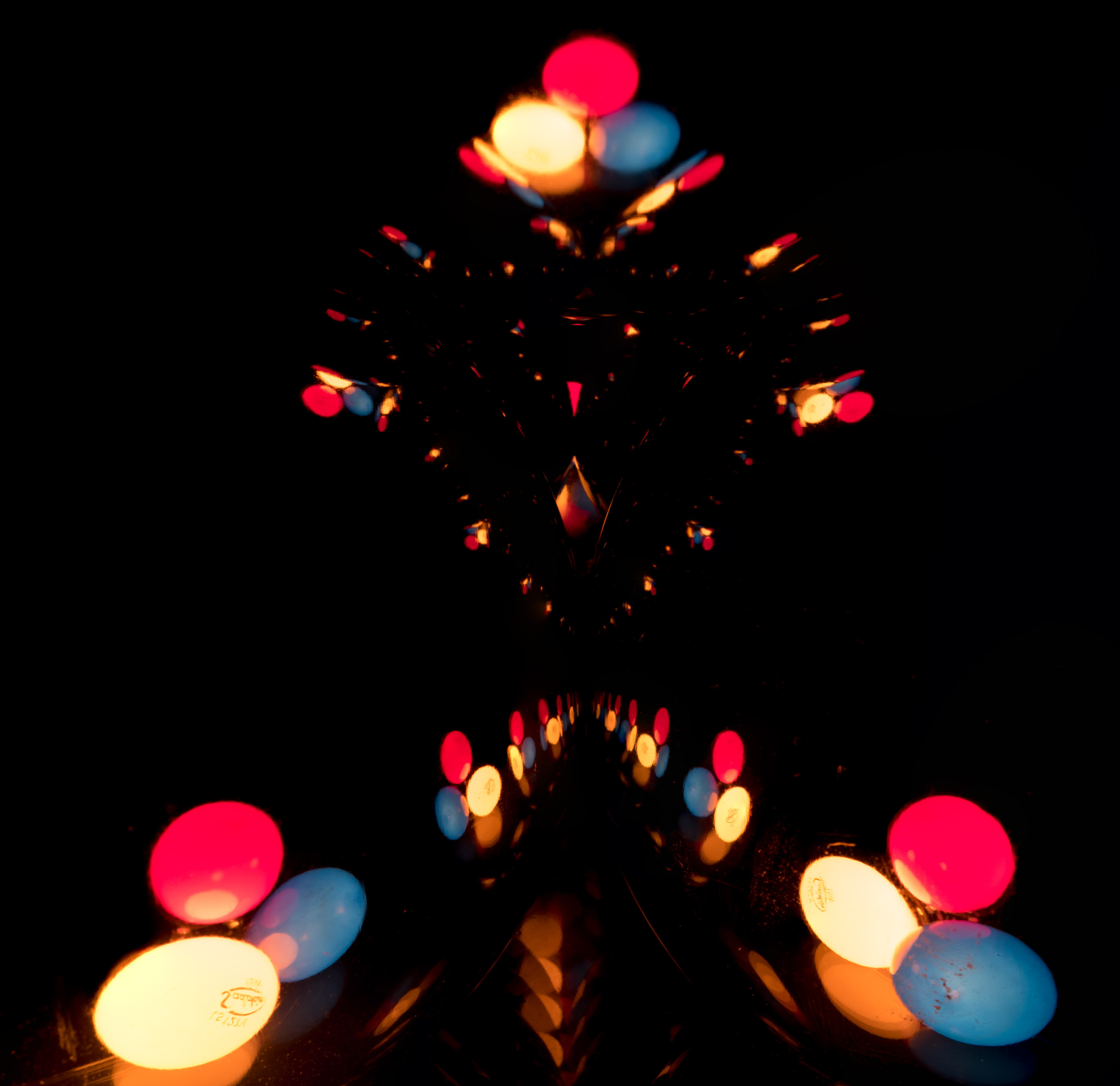
Rappresentazione del Laghi di Wada

In matematica, i laghi di Wada (和田の湖?, Wada no mizuumi) sono un esempio di frattale costituito da tre insiemi aperti disgiunti connessi del piano dotati della proprietà controintuitiva di avere la stessa frontiera.
Tre o più insiemi con la stessa frontiera si dicono dotati della proprietà di Wada; fra gli altri per esempio i "Bacini di Wada" nei sistemi dinamici.
I laghi di Wada sono stati introdotti da Kunizō Yoneyama (1917), che ha attribuito la scoperta al suo professore Takeo Wada.

## Costruzione dei Laghi di Wada

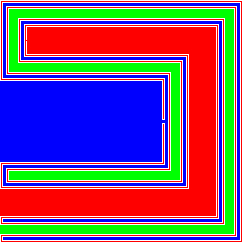
Primi cinque passi dei Laghi di Wada

I Laghi di Wada sono formati partendo da un quadrato unitario di terra asciutta (omeomorfo al piano), quindi scavando 3 laghi secondo la seguente regola:
- Il giorno n = 1, 2, 3,... si estende il lago n mod 3 (=0, 1, 2) in modo che passi entro una distanza 1/n da tutta la rimanente terra asciutta. Questa operazione dovrebbe essere svolta in modo tale che la rimanente terra asciutta abbia l'interno connesso e che ogni lago sia aperto.

Dopo un infinito numero di giorni, i tre laghi sono ancora degli insiemi aperti disgiunti e connessi, e la terra asciutta restante costituisce il contorno di ognuno dei 3 laghi.
Per esempio, i primi cinque giorni potrebbero prevedere di (vedi figura sulla destra):
1. Scavare un lago blu di larghezza 1/3 che disti √2/3 da tutta la terra asciutta.
2. Scavare un lago rosso di larghezza 1/32 che disti √2/32 da tutta la terra asciutta.
3. Scavare un lago verde di larghezza 1/33 che disti √2/33 da tutta la terra asciutta.
4. Estendere il lago blu tramite un canale di larghezza 1/34 che disti √2/34 da tutta la terra asciutta. (Notare il piccolo canale che congiunge il sottile lago blu a quello spesso, vicino al centro dell'immagine.)
5. Estendere il lago rosso tramite un canale di larghezza 1/35 che disti √2/35 da tutta la terra asciutta. (Notare il minuscolo canale che congiunge il sottile lago rosso a quello spesso, vicino all'estremità superiore sinistra dell'immagine.)

Una variazione di questa costruzione può produrre un numero infinito numerabile di laghi connessi, tutti con lo stesso contorno: invece di estendere il laghi nell'ordine 1, 2, 0, 1, 2, 0, 1, 2, 0, ...., basta estenderli nell'ordine 0, 0, 1, 0, 1, 2, 0, 1, 2, 3, 0, 1, 2, 3, 4, ... e così via.

## Bacini di Wada

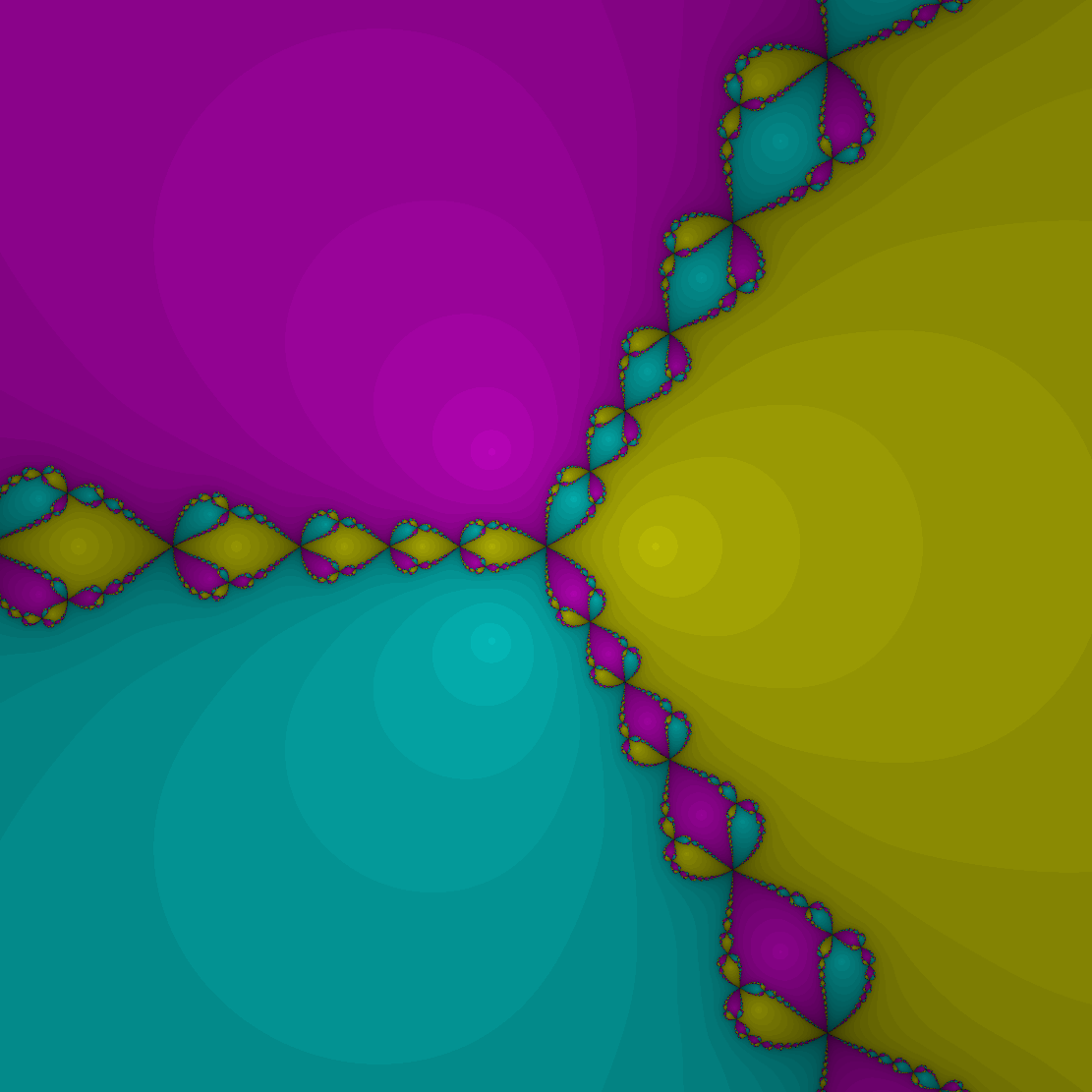
Bacini di attrazione di Wada per z^{3} − 1 = 0; tutti e tre i bacini aperti e non connessi hanno lo stesso contorno

I bacini di Wada sono dei particolari bacini di attrazione studiati nella matematica dei sistemi non-lineari. Un bacino dotato della proprietà che ogni intorno di ogni punto del suo contorno interseca almeno tre bacini è chiamato un bacino di Wada, oppure si dice che possiede la proprietà di Wada. A differenza dei Laghi di Wada, i bacini di Wada sono spesso disgiunti.
Un esempio dei bacini di Wada è fornito dal metodo di Newton–Raphson applicato ad un polinomio cubico con radici distinte, quale z3 − 1; come mostrato in figura.
Un sistema fisico che mostra i bacini di Wada è lo schema delle riflessioni fra tre sfere in contatto—vedere chaotic scattering.